# Хань Сяопэн
Хань Сяопэн (кит. упр. 韩晓鹏, пиньинь Hán Xiǎopéng, род. 13 декабря 1983 года в уезде Пэйсянь, округ Сюйчжоу, провинция Цзянсу, КНР) — китайский фристайлист, чемпион зимних Олимпийских игр 2006 года в акробатике, чемпион мира 2007 года.
Хань Сяопэн — первый китаец, выигравший золото на зимних Олимпиадах.
На Олимпиаде 2002 года в Солт-Лейк-Сити 18-летний Хань Сяопэн занял 24-е место.